# Ettore Casari

Ettore Casari

Ettore Casari (Smarano, 13 agosto 1933 – Firenze, 24 maggio 2019) è stato un logico e filosofo della scienza italiano.

## Biografia
Compiuti gli studi primari e secondari a Trento, fra il 1951 e il 1961 Ettore Casari studiò sia all'Università degli Studi di Pavia, dove fu alunno dell'Almo Collegio Borromeo e si laureò nel 1955 in lettere classiche con una tesi sulla logica megarico-stoica, che all'Università di Münster, in Vestfalia, dove seguì corsi di logica e matematica. Allievo di Giulio Preti e Ludovico Geymonat, Casari contribuì in maniera fondamentale alla rinascita della logica in Italia, e in particolare all'affermazione della logica simbolica, o formale, inquadrata all’interno di una riflessione storica e teorica sui fondamenti della matematica. Un settore particolarmente originale del suo lavoro è rappresentato dalle ricerche sulla logica del filosofo e matematico boemo Bernard Bolzano. 
Nel 1961 si sposò con Christa Beltermann, dalla quale ebbe tre figli.
Casari insegnò nelle università di Pavia, di Milano, di Münster (in Vestfalia), di Cagliari e di Firenze dove fu ordinario di Filosofia della Scienza dal 1967-68 al 1997-98, nonché Preside della Facoltà di Lettere dal 1974-75 al 1976-77; finì la carriera accademica presso la Scuola Normale Superiore di Pisa come ordinario di Logica dal 1998-99 al 2005-06, diventandone infine professore emerito.
Fu socio dell'Accademia Nazionale dei Lincei e dell'Accademia delle Scienze di Torino, nonché membro dell'Accademia Europea e della Deutsche Vereinigung für mathematische Logik und für Grundlagenforschung der Exakten Wissenschaften. Nel 1985 gli venne conferita la Medaglia d’Oro ai Benemeriti della Scuola, della Cultura e dell’Arte, e nel 2010 il Premio "Giulio Preti" per il dialogo fra scienza e democrazia.
Nel 2020 la Società Italiana di Logica e Filosofia delle Scienze ha istituito il Premio Ettore Casari per la Logica.

## Altre attività
- Ettore Casari era, fra l'altro, un esperto micologo[4].

## Opere principali
- Computabilità e ricorsività, Milano, Quaderni della Scuola Superiore dell'Eni, 1959.
- Lineamenti di logica matematica, Milano, Feltrinelli, 1959.
- Questioni di filosofia della matematica, Milano, Feltrinelli, 1964.
- La Logica del Novecento (a cura di), Torino, Loescher, 1981.
- Introduzione alla logica, Torino, UTET, 1997.
- La matematica della verità. Strumenti matematici della semantica logica, Torino, Bollati Boringhieri, 2006.
- Bolzano’s Logical System, Oxford (UK), Oxford University Press, 2016.